# Connarus lentiginosus
Connarus lentiginosus är en tvåhjärtbladig växtart som beskrevs av T. S. Brandeg.. Connarus lentiginosus ingår i släktet Connarus och familjen Connaraceae. Inga underarter finns listade i Catalogue of Life.